# 哈尔滨青少年ACG展会
哈尔滨青少年ACG展会，全称中国（哈尔滨）青少年动漫周，是在中国黑龙江省哈尔滨市举办的动漫展，于2007年8月首次在哈尔滨市举办。

## 活动概要
中国（哈尔滨）青少年动漫周自2007年开始举行，目前每届都有许多组织和个人参与，并吸引了大量动漫同好者、cosplayer到场参与。
- 主办单位：中共黑龙江省委宣传部、黑龙江省文化厅、中共哈尔滨市委宣传部。
- 承办单位：哈尔滨工大集团。

## 展会資料
| 场次   | 時間                  | 地點                       |
| ------ | --------------------- | -------------------------- |
| 第一届 | 2007年8月18日-8月22日 | 哈尔滨国际会议展览体育中心 |
| 第二届 | 2008年7月29日-8月2日  | 哈尔滨国际会议展览体育中心 |
| 第三届 | 2009年7月18日-7月22日 | 哈尔滨国际会议展览体育中心 |
| 第四届 | 2010年7月17日-7月21日 | 哈尔滨国际会议展览体育中心 |
| 第五届 | 2011年7月16日-7月20日 | 哈尔滨国际会议展览体育中心 |
| 第六届 | 2012年7月14日-7月18日 | 哈尔滨国际会议展览体育中心 |
| 第七届 | 2013年7月13日-7月17日 | 哈尔滨国际会议展览体育中心 |
| 第八届 | 2014年7月12日-7月16日 | 哈尔滨国际会议展览体育中心 |